# Trilogie du Milieu
 Pour plus de détails, voir Fiche technique et Distribution
La Trilogie du Milieu (Trilogia del milieu en italien) est le nom donné au triptyque cinématographique italien réalisé par Fernando Di Leo entre 1972 et 1973 et portant sur le Milieu d'Italie du Nord. Conçue en pleine période du genre poliziottesco auquel elle appartient, la Trilogie du Milieu incorpore également des caractéristiques du film noir et s'inspire directement des films de Jean-Pierre Melville.
La Trilogie comporte :
- Milan calibre 9 (Milano calibro 9) sorti en février 1972, avec Gastone Moschin, Mario Adorf et Barbara Bouchet.
- L'Empire du crime (La mala ordina) sorti en septembre 1972, avec Mario Adorf, Henry Silva et Woody Strode.
- Le Boss (Il boss) sorti en février 1973, avec Henry Silva et Gianni Garko.

## Caractéristiques
Les trois films sont notoirement brutaux et sanglants. Milan calibre 9 et L'Empire du crime se déroulent tous deux à Milan, mais la ville est présentée différemment dans les deux films : avec une dominance de couleurs grises et sombres dans le premier et avec une ambiance printanière et ensoleillée dans le second. L'action du Boss se tient dans une Palerme difficile à reconnaître.
Milan calibre 9 est une œuvre désespérée. L'Empire du crime montre plus d'ironie et un dénouement plus « joyeux », tandis que Le Boss est assurément le plus cynique et nihiliste de la série. Explorant les thèmes de la politique et du monde clandestin, ce dernier film a aussi eu des problèmes de censure, puisque le Ministre des Relations avec le Parlement d'alors, le chrétien-démocrate Giovanni Gioia, avait reconnu son propre nom (ainsi que ceux de Tommaso Buscetta et Salvo Lima) dans un dialogue du film portant sur le réseau mafieux. Au dernier moment cependant, Gioia a retiré sa plainte.

## Critique
La trilogie est très appréciée du réalisateur américain Quentin Tarantino, qui a déclaré s'être inspiré des deux personnages de L'Empire du crime pour imaginer Jules Winnfield et Vincent Vega dans Pulp Fiction. Le chroniqueur cinéma Jean-Baptiste Thoret considère la trilogie comme le chef-d'œuvre italien du genre.